# Ondřej Kubala
Ondřej Kubala (* 23. prosince 1981) je český vysokoškolský pedagog, lektor a učitel mediálních dovedností, novinář a moderátor. Moderuje večerní pořady rádia Frekvence 1 připravuje podcasty pro odborný server Zdopravy.cz a píše také pro týdeník Euro. Jako moderátor se objevuje i na akcích, které jsou často spojeny s dopravní tematikou.

## Kariéra
Začínal jako ekonomický reportér a moderátor stanice Radiožurnál v Českém rozhlase, odkud odešel do Českých drah pracovat jako tiskový mluvčí a vedoucí tiskového oddělení. V roce 2009 se stal v soutěži Mluvčí roku nejlepším tiskovým mluvčím v České republice, obdržel také cenu jako nejlepší mluvčí z pohledu novinářů a získal speciální ocenění za komunikaci železničního neštěstí ve Studénce v roce 2008.
Po odchodu z Českých drah působil v agentuře Ewing, kterou však po deseti letech opustil a vrátil se především k práci novináře. Pracoval také pro Český statistický úřad jako mluvčí Sčítání lidu, domů a bytů 2011.
Působí jako vysokoškolský učitel, začínal na Vysoké škole ekonomické, kterou sám absolvoval, a následně tu téměř 10 let vedl předmět Public Relations. Vyučuje na pražském Business institutu a v rámci mediálních tréninků připravuje manažery na jejich vystoupení v médiích a je také poradcem v krizových mediálních situacích. Od roku 2024 vyučuje na Fakultě dopravní ČVUT v Praze.
Na konci roku 2022 se dostal do hledáčku bulvárních médií v Česku v souvislosti s napadením,[ujasnit] které se odehrálo v domě Dary Rolins a Pavla Nedvěda.